# Polski Dom
Polski Dom (zwany również Domem Polonii lub Domem PZKO) – instytucja kulturalno-oświatowa prowadzona przez Stowarzyszenie "Wspólnota Polska" oraz na terenie Republiki Czeskiej przez Polski Związek Kulturalno-Oświatowy zajmuje się poszerzeniem wiedzy o Polsce – polskiej kulturze i historii, zachowaniem i umacnianiem polskiej tożsamości wśród młodzieży oraz społeczności polonijnej. Odbywają się tu wystawy muzealne, kursy języka polskiego, warsztaty tańca i śpiewu, organizowane są obchody polskich świąt narodowych i kościelnych. Niektóre z domów dysponują bazą noclegową dla turystów. Aktualnie na świecie znajduje się ponad 40 placówek tego typu.

## Domy Polskie w Europie

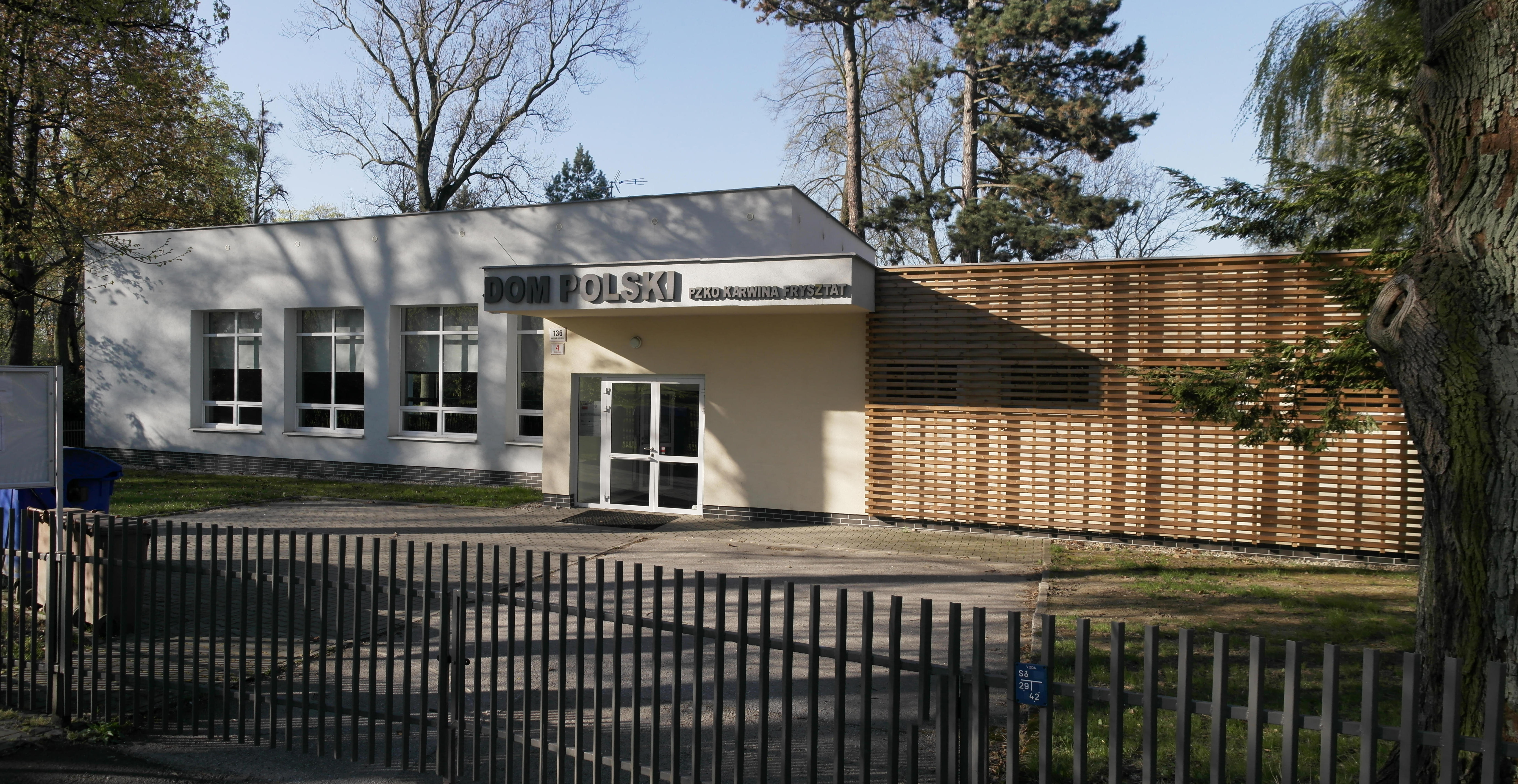
Dom Polski w Karwinie Frysztacie

Poniżej znajduje się lista 35 placówek na terenie Europy:

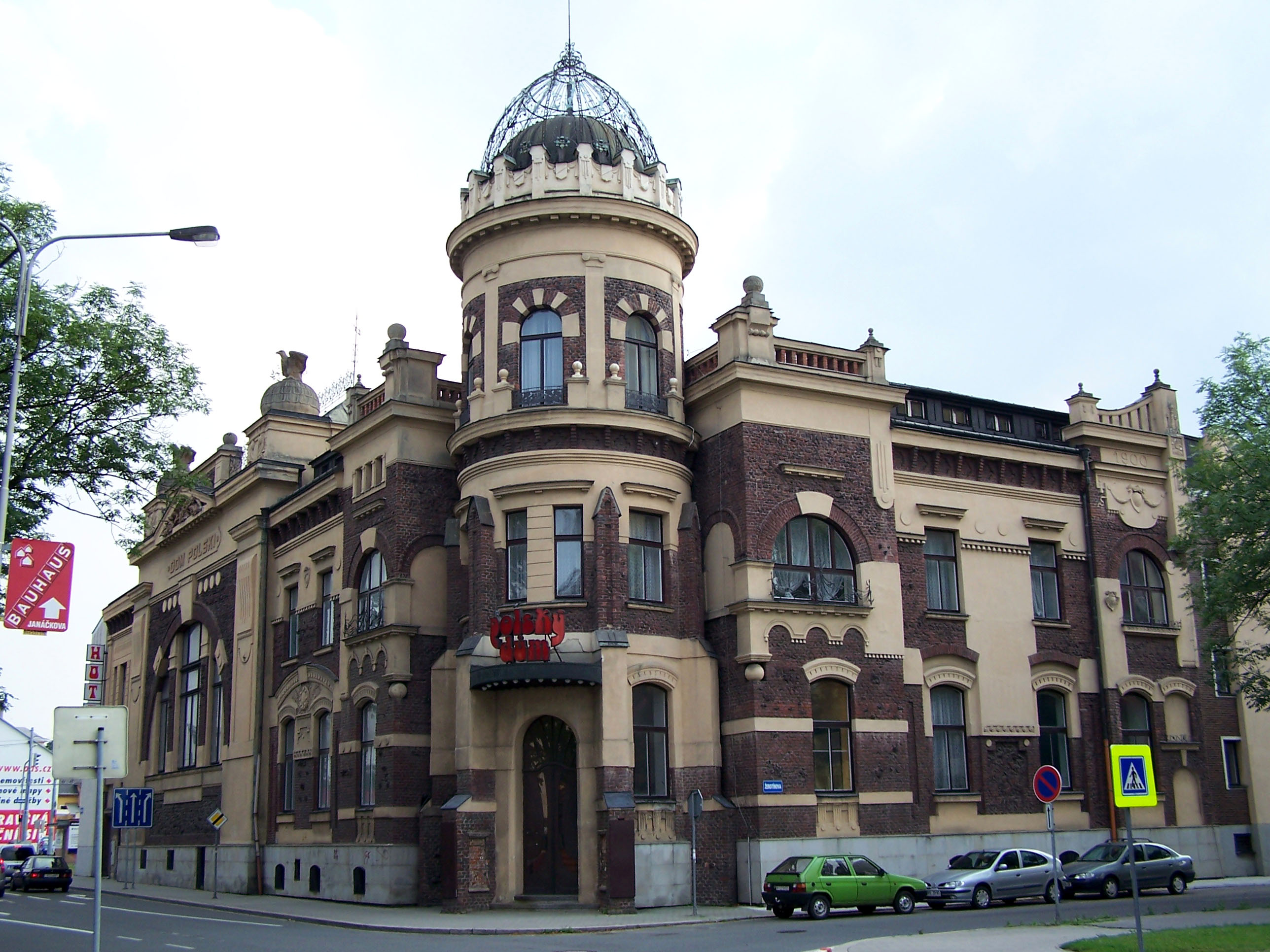
Dom Polski w Ostrawie

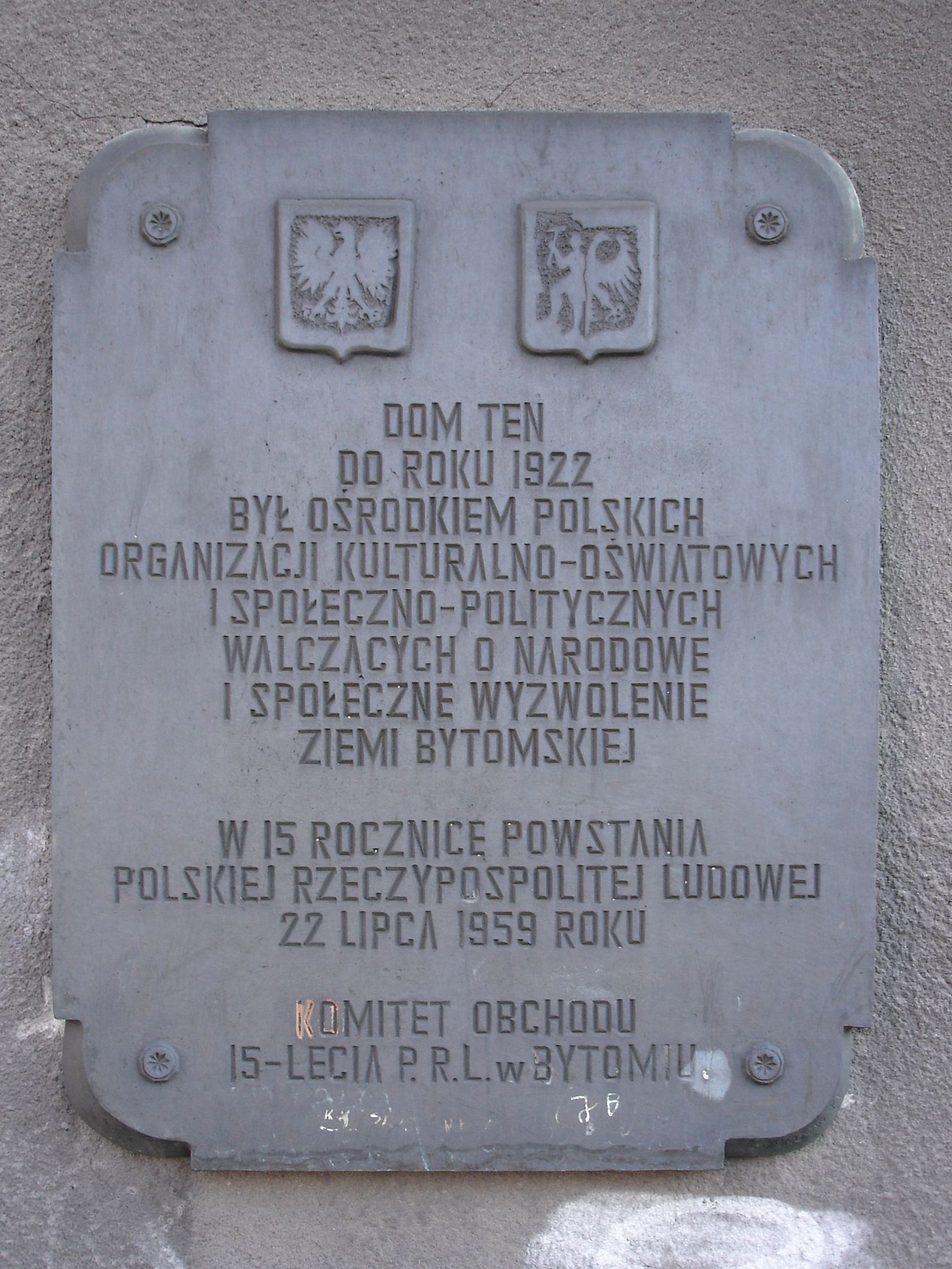
Tablica znajdująca się na nieistniejącym już Domu Polskim mieszczącym się w Bytomiu

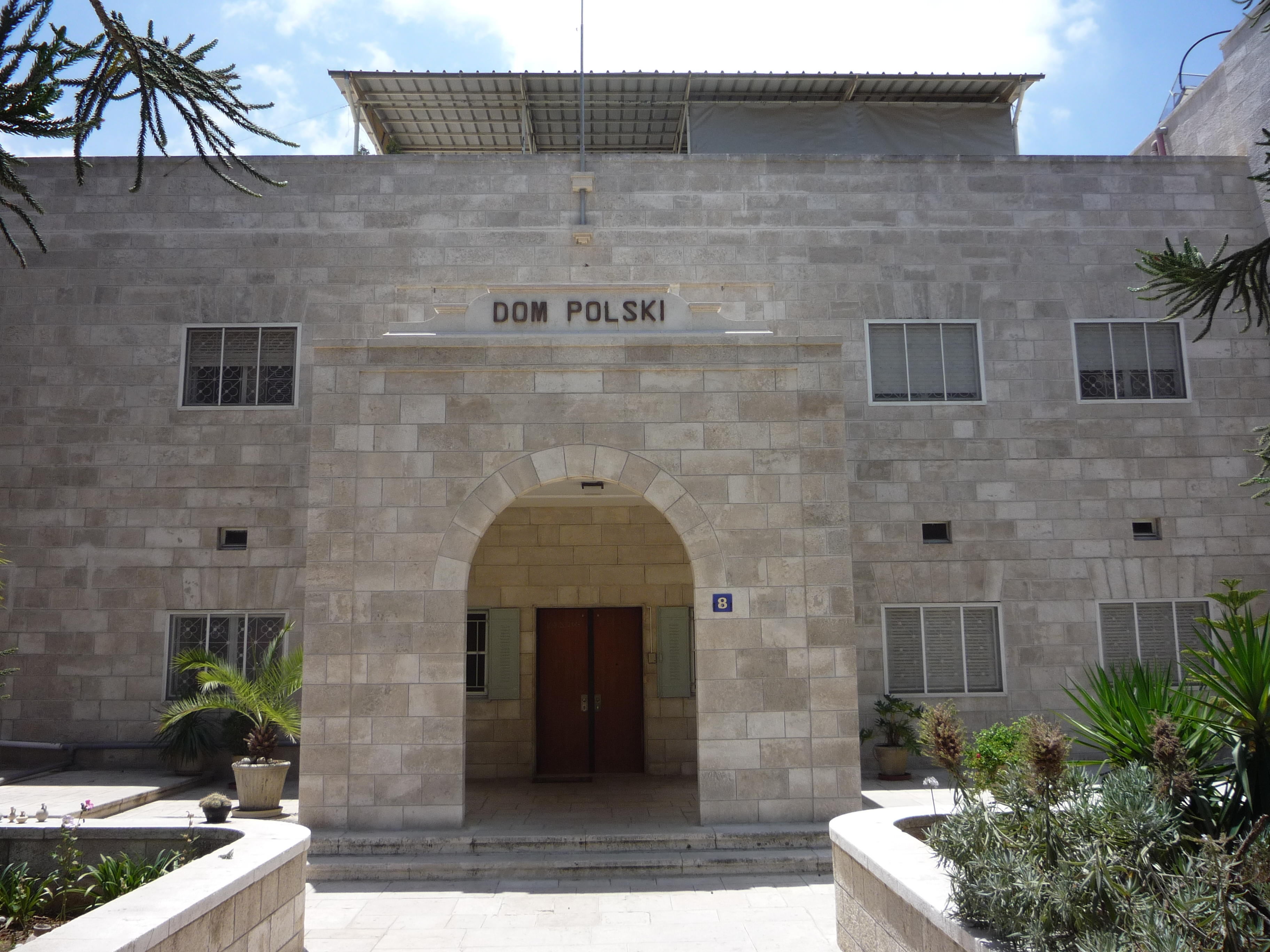
Nowy Dom Polski w Jerozolimie

 Belgia
- Dom Polski w Comblain-la-Tour

 Białoruś
- Dom Polski w Baranowiczach
- Dom Polski w Mohylowie

 Czechy
- Dom Polski w Bogumínie
- Dom Polski w Bystrzycy
- Dom Polski w Czeskim Cieszynie
- Dom Polski w Gnojnikach
- Dom Polski w Karwinie
- Dom Polski w Ligotce Kameralnej
- Dom Polski w Łomnie Dolnej
- Dom Polski w Mostach u Jablunkova
- Dom Polski w Śląskiej Ostrawie
- Dom Polski w Cierlicku
- Dom Polski w Bukowcu
- Dom Polski w Trzyńcu
- Dom Polski w Orłowie
- Dom Polski w Trzycieżu

 Irlandia
- Dom Polski w Dublinie

 Litwa
- Dom Polski w Ejszyszkach
- Dom Polski w Nowych Święcianach
- Dom Polski w Wilnie

 Łotwa
- Dom Polski w Dyneburgu

 Mołdawia
- Dom Polski w Bielcach
- Dom Polski w Styrczach

 Rosja
- Dom Polski w Petersburgu

 Rumunia
- Dom Polski w Nowym Sołoniecu
- Dom Polski w Pojanie Mikuli
- Dom Polski w Suczawie
- Dom Polski w Pleszy

 Ukraina
- Dom Polski w Barze
- Dom Polski w Samborze
- Dom Polski w Stanisławowie
- Dom Polski w Złoczowie
- Dom Polski w Żytomierzu
- Dom Polski w Emilczynie
- Dom Polski we Lwowie
- Dom Polski w Czerniowcach

 Węgry
- Dom Polski w Budapeszcie

 Włochy
- Dom Polski w Romie

 Wielka Brytania
- Dom Polski w Londynie

## Domy Polskie w Ameryce Północnej
Argentyna
- Dom Polski w Buenos Aires

 Brazylia
- Dom Polski w Águia Branca

## Nieistniejące
Polska
- Dom Polski w Bytomiu